# Ptecticus violaceus
Ptecticus violaceus är en tvåvingeart som beskrevs av Günther Enderlein 1914. Ptecticus violaceus ingår i släktet Ptecticus och familjen vapenflugor. Inga underarter finns listade i Catalogue of Life.